# Bustach
Bustach (rusky Бустах nebo Буусаах) je jezero v Jakutsku v Rusku. Leží na severu Janoindigirské nížiny. Má rozlohu 249 km².

## Pobřeží
Na severovýchodě a jihovýchodě je pobřeží členité.

## Vodní režim
Ze západu se na jezero Bustach napojuje jezero Tonkaj-Kjuel, které je v podstatě jeho zálivem. Z něho vytéká řeka Suruktach, která ústí do Ebeljachského zálivu moře Laptěvů. Hlavním přítokem je řeka Archii-Jurege a kromě ní je jezero napájeno menšími přítoky a atmosférickými srážkami. Zamrzá na konci září a rozmrzá v červnu.

## Využití
Jezero je bohaté na ryby.